# Piruetas (cómic)
Piruetas (Spinning en la versión original) es una novela gráfica de memorias de la dibujante Tillie Walden que fue publicada por primera vez por First Second Books el 12 de septiembre de 2017. Las memorias narran los años de Walden en su mayoría de edad como patinadora artística competitiva, mientras navega por el romance, el acoso y varios traumas. Ganó el premio Eisner 2018 a la mejor obra basada en la realidad.

## Sinopsis
Al comienzo de Piruetas, Walden tiene diez años y su familia acaba de mudarse a Texas desde Nueva Jersey. Walden, una patinadora artística competitiva, se ve obligada a adaptarse al nuevo entorno y a la nueva cultura del patinaje artístico. A medida que Walden se desencanta cada vez más con la cultura que rodea al deporte competitivo, descubre su talento como artista. Walden, que sabía que era lesbiana desde que tenía cinco años, también lucha con la alienación y la presión que enfrenta mientras se embarca en su primer romance con otra chica. La novela también relata la agresión sexual de Walden por parte de su tutor del SAT.

## Desarrollo
La idea de Piruetas se le ocurrió a Tillie Walden cuando intentó hacer un cómic corto sobre patinaje sobre hielo al final de su primer año en el Centro de Estudios de Dibujos Animados. Walden se dio cuenta de que tenía "demasiado bagaje con el patinaje como para hacer siquiera un pequeño cómic al respecto" y comenzó a trabajar en el libro ese verano antes de su segundo año. Piruetas fue inicialmente la tesis escolar de Walden y, al graduarse, trabajó con First Second Books para convertir su tesis en la novela gráfica final.
Habiendo publicado tres novelas gráficas de ficción antes de Piruetas, Walden señaló que era mucho más difícil, pero mucho más gratificante, escribir las memorias que las obras de ficción. Según Walden, revivir el trauma que enfrentó fue difícil y "hubo escenas en Piruetas donde [ella] simplemente lloró todo el tiempo000 que [lo] dibujó".

## Recepción
En su reseña, Rachel Cooke de The Guardian escribió: "Íntimo y encantador, Spinning ya tiene la sensación de ser un clásico sobre la mayoría de edad y, sin embargo, sorprendentemente, su talentosa autora acaba de cumplir 21 años". Douglas Wolk de The New York Times describió la novela como "fascinante, maravillosamente tranquila", mientras que Wayne Alan Brenner de The Austin Chronicle la llamó una "obra poderosa de narración de la vida real". Publishers Weekly señaló que las memorias son "una historia inquietante y resonante sobre la mayoría de edad", mientras que Sarah Hunter de Booklist la llamó "una historia conmovedora y magníficamente ilustrada sobre cómo encontrar la fuerza para seguir el propio camino".
Gavia Baker-Whitelaw de The Daily Dot, concluyó que: "Piruetas es una memoria cruda e íntima, y probablemente aparecerá en muchas listas de "lo mejor" de 2017. Es honesta y sensible, y tiene un atractivo diferente para una amplia gama. Como historia de salida del armario, es dolorosa y terapéutica, para los patinadores artísticos, las representaciones del deporte y su cultura sin duda sonarán verdaderas y para los que tuvieron grandes logros en la infancia, es una observación de primera mano de alguien que creció y escapó de una situación inesperadamente avenida."
Oliver Sava, de The A.V. Club nombró a Piruetas como uno de los mejores cómics de 2017,  y quedó empatado en el tercer lugar en la encuesta de críticos de novelas gráficas de Publishers Weekly 2017. La novela ganó el premio Eisner 2018 a la mejor obra basada en la realidad, lo que convirtió a Walden en una de los ganadores más jóvenes del premio Eisner a los 22 años.

### Desafíos
En agosto de 2022, el 62% de los votantes en Jamestown Charter Township votaron a favor de retirar fondos a su sistema de biblioteca pública después de que los bibliotecarios se negaran a retirar tres libros de los estantes de la biblioteca: Género Queer de Maia Kobabe, Kiss Number 8 de Colleen AF Venable y Piruetas de Tillie Walden. Los activistas comunitarios afirmaron que la presencia de estos libros 000en las secciones para adultos jóvenes y adultos de la biblioteca significaba que la biblioteca estaba tratando de "abusar" a los niños pequeños. Según el presidente de la Junta de la Biblioteca, Larry Walton, sin renovación de fondos, "la biblioteca se quedará sin dinero en 2023, poniendo en peligro su existencia". A pesar de no querer cerrar la biblioteca, Walton ha declaró que la junta se negaba a prohibir los títulos.